# L’Épine (Marna)
Epine – miejscowość i gmina we Francji, w regionie Grand Est, w departamencie Marna.
Według danych na rok 1990 gminę zamieszkiwało 631 osób, a gęstość zaludnienia wynosiła 21 osób/km².